# Olavo de Carvalho

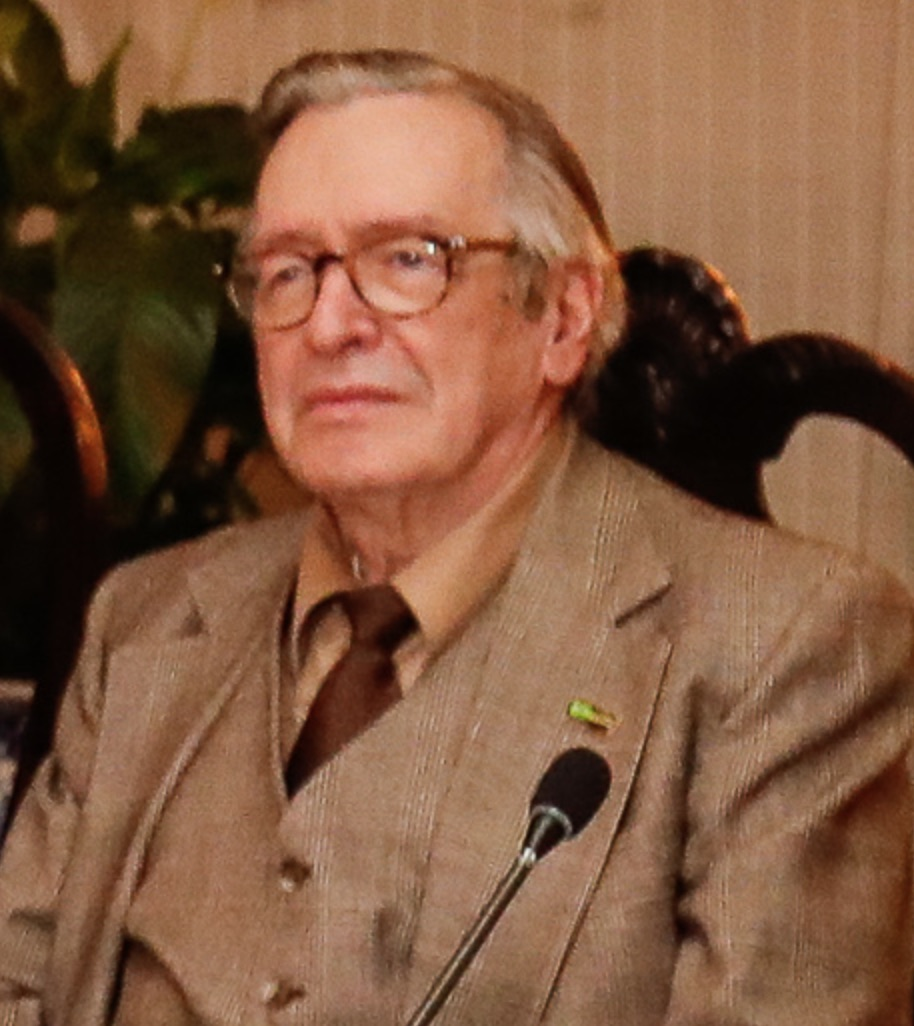
Olavo de Carvalho, 2019

Olavo Luiz Pimentel de Carvalho (* 29. April 1947 in Campinas, Brasilien; † 24. Januar 2022 in Richmond, Virginia, USA) war ein brasilianischer konservativer Journalist und Essayist, der esoterische und verschwörungsideologische Positionen vertrat. Er hatte großen Einfluss auf die brasilianische extreme Rechte und die Bolsonaro-Familie.

## Leben
Carvalho war der Sohn des Rechtsanwalts Luiz Gonzaga de Carvalho und der Hausfrau Nicéa Pimentel de Carvalho.
Durch den frühen Tod seines Vaters fing Olavo de Carvalho schon mit 15 Jahren an zu arbeiten, seit seinem 18. Lebensjahr arbeitete er als Journalist. Während der brasilianischen Militärdiktatur trat er in die Partido Comunista Brasileiro (PCB) ein, eine der kommunistischen Parteien in Brasilien. Nach kurzer Zeit trat er aber wieder aus.
Danach widmete sich Carvalho seiner „Selbstentdeckung“ und bildete sich autodidaktisch in komparativer Religionswissenschaft, Philosophie, Logik, Symbolik und Astrologie, was seiner Aussage nach einer normalen akademischen Ausbildung überlegen ist. Von 1980 bis Mitte der 1990er Jahre schrieb er mehrere Bücher über Symbolik, religiöse und astrologische Themen.
Seit Anfang der 1990er Jahre schrieb Carvalho zu politischen Themen. Er nahm dabei eine extrem antikommunistische Haltung ein und schrieb zum Beispiel für die rechtsgerichtete John Birch Society, deren Verschwörungstheorien er teilte.
Olavo de Carvalho war verwitwet und wieder verheiratet, insgesamt hatte er acht Kinder. Zuletzt lebte er in Richmond, Virginia und arbeitete als internationaler Korrespondent für die brasilianische Zeitschrift „Diário do Comércio“.
Der vehemente Kritiker der COVID-19-Pandemie starb am 22. Januar 2022 74-jährig ohne Angabe einer Todesursache in einem Krankenhaus in Richmond, nachdem er neben einer Lyme-Borreliose seit Sommer 2021 an schweren kardiologischen Symptomen litt und mehrfach operiert worden war; acht Tage zuvor hatte man COVID-19 diagnostiziert.

## Philosophisches Werk
Olavo de Carvalho sah sich als christlicher Philosoph. Das Motto seines Werks kann als „...eine Rebellion gegen den Primat des Kollektivs über das individuelle Bewusstsein.“ beschrieben werden. Carvalho distanzierte sich von der seiner Meinung nach marxistisch geprägten Hauptströmung der modernen brasilianischen Intellektualität und übte harte Kritik an Denkströmungen wie der Befreiungstheologie, dem „kulturellen“ Marxismus und Dekonstruktivismus. Entsprechend distanzierte er sich früh vom brasilianischen akademischen und universitären Establishment und kritisierte es wiederholt in seinen Büchern (zum Beispiel O imbecil coletivo I und II, in freier Übersetzung: Der kollektive Idiot I und II).
Sein philosophisches Werk basiert vor allem auf der Philosophie des Aristoteles und der Scholastik. Sein Buch „O Jardim das Aflições“ (Der Garten der Bedrängnisse) war in Brasilien sehr umstritten.

## Weitere Tätigkeiten
Olavo de Carvalho war Herausgeber der ersten kommentierten Auflage des gesamten Werks des Kunst- und Sozialkritikers Otto Maria Carpeaux sowie des brasilianischen Philosophen Mário Ferreira dos Santos. Darüber hinaus gab er auch die erste „Geschichte der brasilianischen Wehrmacht“ heraus.
Er war Mitgründer und Präsident des Inter-American Institute for Philosophy, Government and Social Thought, einer Denkfabrik. Er leitete eine wöchentliche Radiosendung im Internet (True Outspeak) in Portugiesisch, in der er meistens über US-amerikanische und brasilianische Politik sprach.

## Schriften (Auswahl)
- A Imagem do Homem na Astrologia. Jvpiter, São Paulo, 1980.
- O Crime da Madre Agnes ou: A Confusão entre Espiritualidade e Psiquismo. Speculum, São Paulo, 1983.
- Astros e Símbolos. Nova Stella, São Paulo 1985.
- Astrologia e Religião. Nova Stella, São Paulo 1986.
- Símbolos e Mitos no Filme „O Silêncio dos Inocentes“. 1993.
- A Nova Era e a Revolução Cultural: Fritjof Capra & Antonio Gramsci. 1994.
- O Jardim das Aflições. De Epicuro à Ressurreição de César. Ensaio sobre o Materialismo e a Religião Civil. É Realizações, São Paulo 1995.
- O Imbecil Coletivo: Atualidades Inculturais Brasileiras. É Realizações, São Paulo 1996.
- Como Vencer um Debate sem Precisar Ter Razão. Comentários à "Dialética Erística" de Arthur Schopenhauer. 1997.
- O Imbecil Coletivo II: A longa marcha da vaca para o brejo e, logo atrás dela, os filhos da PUC, as quais obras juntas formam, para ensinança dos pequenos e escarmento dos grandes. Topbooks, Rio de Janeiro 1998.
- A Dialética Simbólica. Ensaios Reunidos. É Realizações, São Paulo 2006.
- Maquiavel ou A Confusão Demoníaca. Vide Editorial, São Paulo 2011.
- A filosofia e seu Inverso. Vide Editorial, São Paulo 2012.
- Visões de Descartes entre o gênio mal e o espírito da verdade. Vide Editorial, São Paulo 2013.
- Cartas de um terráqueo ao planeta Brasil; Band II – X). Vide Editorial, São Paulo 2014–2019
- Mário Ferreira dos Santos: Guia para o estudo de sua obra. Vide Editorial, 2020.
- A consciência de imortalidade. Vide Editorial, 2021.
- O Foro de São Paulo: A ascensão do comunismo latino-americano. Vide Editorial, 2022.